# Otalgie
 Mise en garde médicale
L'otalgie (du grec otalgia) désigne une douleur située au niveau de l'oreille. L'otalgie primaire trouve son origine dans l'oreille même, tandis que l'otalgie secondaire peut être liée à diverses causes extérieures à l'oreille. L'otalgie n'est donc pas toujours liée à une maladie de l'oreille telle qu'une otite.

## Étiologie
- Hyperacousie
- Misophonie
- syndrome du choc acoustique
- Syndrome Tonique du Muscle Tenseur du Tympan